# Jonas Holmen
Pour les articles homonymes, voir Holmen.
Jonas Holmen, né le 8 août 1868 et mort le 17 décembre 1953, est un fondeur et coureur du combiné nordique norvégien.

## Biographie
Né à Aker, il est membre du club de ski de Bærum.
Il remporte la course Husebyrennet en 1891, puis le dix-huit kilomètres du ski de fond  au Festival de ski d'Holmenkollen en 1894. À Holmenkollen, également il se classe troisième en combiné nordique en 1893, puis deuxième en 1894. Il a notamment remporté la Médaille Holmenkollen en 1905.
En 1894, il remporte à Semmering l'une des premières courses de ski organisées en Autriche.
Il est agriculteur de profession, s'occupant de la ferme familiale à Aker.